# Rhagoletis berberidis
Rhagoletis berberidis is een vliegensoort uit de familie van de boorvliegen (Tephritidae). De wetenschappelijke naam van de soort is voor het eerst geldig gepubliceerd in 1961 door Jermy.